# Коровин, Владимир Викторович
Влади́мир Ви́кторович Коро́вин (род. 15 мая 1969, Курск) — российский историк, специалист в области проблем региональной, военной, общественно-политической и социально-экономической истории России. Доктор исторических наук (2008), профессор (2011). Профессор кафедры конституционного права Юго-Западного государственного университета.

## Биография
Из семьи железнодорожников. В 1986 году окончил с золотой медалью среднюю школу № 15 г. Курска, в 1994 ггоду — исторический факультет Курского государственного педагогического института, в 2005 году — юридический факультет Курского государственного технического университета. С 1986 года работал руководителем туристических кружков Курского городского Дворца пионеров и школьников. В 1987—1989 годах проходил службу в рядах Советской Армии.
С 1989 по 1993 год работал руководителем кружков, методистом по туристско-краеведческой работе, заведующим секцией спорта и туризма, педагогом дополнительного образования в Курском Дворце пионеров. Воспитанник возглавляемой им секции туризма Дворца пионеров Хмелевской, Андрей Александрович удостоен звания Героя Российской Федерации.
С 1993 по 2002 год — учитель истории, обществознания и краеведения средней школы № 15 г. Курска. Инициатор создания и организатор двух школьных музеев — Партизанской славы и Истории школы, а также строительства памятного знака, посвященного погибшим при исполнении воинского долга выпускникам учебного заведения. В 2000 году защитил кандидатскую диссертацию «Партизанское движение на территории Курской области в 1941—1943 гг.», в 2008 году — докторскую диссертацию «Организация сопротивления в тылу немецко-фашистских войск на территории областей Центрального Черноземья в годы Великой Отечественной войны».
С 2002 года — доцент, с 2009 года — профессор кафедры конституционного права Курского государственного технического университета (с 2010 г. — Юго-Западный государственный университет — ЮЗГУ).
Трижды избирался членом Общественной палаты Курской области. Член Ассоциации юристов России, председатель Общественного совета при Комитете по охране объектов культурного наследия Курской области, член Общественного совета при УМВД России по Курской области и Общественного совета при Архивном управлении Курской области; ранее был членом Координационного совета по туризму и Совета по градостроительной политике и охране объектов культурного наследия при Администрации Курской области.
В 2010 году избран действительным членом межрегиональной общественной организации ученых «Академия военно-исторических наук» (АВИН, прекратила существование в 2018 г.), стал инициатором создания и ученым секретарём Юго-Западного отделения АВИН в Курске, возглавил редакционную коллегию «Курского военно-исторического сборника» — издания, публикующего современные исследования по проблемам военной истории Отечества, военно-мемориальной работы и патриотического воспитания граждан. Возглавляет Курское отделение Общероссийской общественной организации «Российское общество историков-архивистов». Председатель Совета регионального отделения Российского военно-исторического общества (РВИО) в Курской области. 

## Научная деятельность
Значительная часть научных работ посвящена вопросам организации сопротивления в тылу немецко-фашистских войск в период Великой Отечественной войны. В них представлена деятельность партийно-политических структур, органов государственной безопасности и военного командования по руководству партизанским движением. На основе международных и внутригосударственных нормативных актов уточнены особенности правового положения участников сопротивления в тылу немецко-фашистских войск. В результате поисково-исследовательской работы в федеральных, ведомственных и региональных архивах ввел в научный оборот документальные источники, содержащие новую информацию и позволившие осветить проблемы партийного руководства партизанским движением и подпольем, участие в организации сопротивления оккупантам территориальных структур НКВД, работу четвёртых отделений политотделов армий и четвёртых отделов политуправлений фронтов по координации действий партизанских сил. В публикациях ученого раскрываются формализм при подборе кадров для выполнения специальных заданий в тылу противника, неэффективность системы управления партизанским движением и не решаемые проблемы материально-технического обеспечения партизан; влияние коллаборационизма местного населения на характер сопротивления оккупантам. В трудах исследователя получили подробное отражение проблемы влияния естественно-географических условий на повседневную жизнь и боевую деятельность партизан; вопросы организации обучения на краткосрочных учебных курсах системы НКВД специалистов для проведения разведывательно-диверсионных операций в тылу противника; формы взаимодействия партизан и частей Красной Армии на оккупированной территории и при её освобождении от врага.
Результаты научного поиска регулярно докладывает на научных конференциях, участвует в подготовке телевизионных и радиопередач, оформлении мобильных тематических выставок, выступает перед молодежью.
На протяжении ряда лет осуществляет научное руководство аспирантами, подготовил 21 кандидата исторических наук. Автор более 450 научных и учебно-методических работ.
Член Экспертного совета по истории ВАК РФ. Член редакционных коллегий журналов «Вестник архивиста», «Известия Юго-Западного государственного университета. Серия: История и право», «Манускрипт». Входил в состав Научного совета РАН по проблемам военной истории. Член Международной ассоциации исторической психологии.

## Награды
Награждён Почетной грамотой Министерства образования и науки РФ, медалью Министерства обороны РФ «За заслуги в увековечении павших защитников Отечества» и медалью Росвоенцентра при Правительстве РФ «Патриот России», памятным знаком Курской области «За Труды и Отечество», почетным знаком г. Курска «За особые заслуги перед городом Курском», Почетным знаком Российского Комитета ветеранов войны и труда, медалью Российского общества "Знание" «Просветитель России» II степени, другими общественными наградами. В 2021 г. вручена медаль Министерства науки и высшего образования РФ «За вклад в реализацию государственной политики в области образования». 

## Основные работы
1. Коровин В. В. Партизанское движение на территории Курской области в 1941—1943 гг. — Курск: «ЮМЭКС», 2005. 220 с.
2. Победу приближали как могли (Боевые действия Брянского, Юго-Западного фронтов и партизан против войск Гитлеровской Германии и её союзников в Центрально-Чернозёмном регионе РСФСР (октябрь 1941 — июль 1942 гг.) / В. В. Коровин, А. Н. Манжосов, А. Д. Немцев, И. П. Цуканов. — Курск: Курский гос. ун-т; издательский дом «Славянка», 2006. 322 с.
3. Коровин В. В. Поднимались воины народа: Сопротивление в тылу немецко-фашистских войск на территории областей Центрального Черноземья в 1941—1943 гг. — Курск: Славянка, 2007. 512 с.
4. Курская область в период Великой Отечественной войны 1941—1945 гг. / В. В. Коровин, А. Н. Манжосов, А. Д. Немцев, С. А. Никифоров, Г. Д. Пилишвили, К. В. Яценко. — Курск: ООО «Учитель», 2010. 427 с.
5. Коровин В. В. В борьбе с оккупантами: 1941—1943. Сопротивление населения Центрального Черноземья в тылу немецко-фашистских войск. — ФРГ: LAMBERT Academic Publishing, 2012. 536 с.
6. Коровин В. В., Труфанов С. В. Судебные органы Курской области в 1950—1970-е годы: конституционно-правовые основы и опыт деятельности. — Юго-Зап. гос. ун-т. Курск, 2012. 144 с.
7. Хрущевская «оттепель» в Курской области: общественно-политическая жизнь региона в 1953—1964 гг. / В. В. Коровин, Д. А. Белозеров, А. В. Гаврилюк, Е. А. Головин, А. Ю. Золотухин, В. А. Коровин, А. Н. Манжосов. — Курск: ЮЗГУ, 2013. 218 с.
8. Коровин В. В., Манжосов А. Н., Золотухин А. Ю. «Эта память всей земле нужна…» (Памятники боевой славы Курской области, посвященные событиям и героям Великой Отечественной войны: Исторический путеводитель). — Курск: ООО «Интеграл Плюс», 2014. 152 с.
9. Социальная активность курян в условиях «развитого социализма»: организационное оформление и деятельность общественных объединений региона в 1950—1970-е годы / В. В. Коровин, Д. А. Белозеров, А. В. Гаврилюк, В. А. Коровин, А. Н. Манжосов. — Юго-Зап. гос. ун-т. Курск, 2014. 299 с.
10. Коровин В. В., Головин Е. А., Манжосов А. Н. Индустриальный прорыв: промышленность Курской области в 1950—1965 годах. — Курск: Юго-Зап. гос. ун-т, 2015. 328 с.
11. Коровин В. В., Головин Е. А., Коровин В. А., Манжосов А. Н. Цена предательства: коллаборационизм на территории Курской области в 1941—1943 годах и его социально-правовые последствия. — Курск: ЮЗГУ, 2016. — 380 с.
12. Коровин В. В., Манжосов А. Н., Леонова Е. Л., Головин Е. А. «Жизнью честной и праведной славим время своё…» (Общественно-политическая активность курского студенчества в 1960—1980-е годы). — Курск: ЗАО «Университетская книга», 2018. — 300 с.
13. Коровин В. В., Манжосов А. Н., Головин Е. А., Аргунов О. Н., Величко А. В., Золотухин А. Ю., Новиков В. Н. «Время выбрало нас…» вклад молодых курян в Великую победу (1941—1945 гг.). — Курск: ЗАО «Университетская книга», 2018. — 300 с.
14. Коровин В. В. Курский край и куряне в военной истории Отечества: избранные страницы: учебное пособие. - Курск: ЗАО "Университетская книга", 2019. - 316 с.
15. Коровин В. В., Манжосов А. Н., Кизилова Е. В. «Теперь мы в граните и бронзе…» (Из опыта монументальной пропаганды событий и героев Курской битвы). - Курск: ЮЗГУ, 2020. - 296 с.
16. Коровин В. В., Воронцов Р. С., Головин Е. А. Пищевая индустрия Курской области в послевоенные годы: проблемы восстановления и модернизации. - Курск: ЮЗГУ, 2021. - 304 с.